# Lettre anonyme (roman)
Pour l’article homonyme, voir Lettre anonyme.
Lettre anonyme est une compilation de textes de Georges Hyvernaud parue en 2002 aux éditions Le Dilettante.
Rédigés après ses deux premiers romans, La Peau et les Os et Le Wagon à vaches, ces neuf textes devaient s'inscrire dans un troisième roman, dont la réalisation a été abandonnée après les échecs des deux précédents. Andrée Hyvernaud, sa veuve, a souhaité faire publier ces textes afin de permettre aux lecteurs de « trouver entre autres plaisirs celui de participer aux jeux imprévus de sa création, dans le climat d'humour habituel de l'auteur ». Ces textes sont suivis de cinq autres, réunis sous le titre Rencontres, qui sont des réflexions critiques de l’auteur sur son statut d'écrivain et l’art théâtral, ainsi que deux ébauches de textes qui devait figurer dans ses deux premiers romans,. 

## Résumé
Projet de roman abandonné par l'auteur, Lettre anonyme se compose de différents textes qui auraient dû être réunis pour former le roman final, selon le processus de création habituel de l'auteur. Y sont explorées les thématiques de l’anonymat, et de la famille, sous le regard cynique habituel de Georges Hyvernaud.

## Éditions
- Lettre anonyme, Le Dilettante, 2002.  (ISBN 284263053X)